# Leomie Anderson
Leomie Jasmin Francis Anderson (Londres, Reino Unido; 15 de febrero de 1993) es una modelo, activista y diseñadora británica conocida principalmente por ser uno de los ángeles de la firma de lencería estadounidense Victoria's Secret.

## Carrera
Anderson empezó su carrera como modelo en 2010, desfilando para Marc Jacobs con tan solo 17 años. También ha desfilado para otras firmas de moda de alta costura como Moschino, Tommy Hilfiger, Tom Ford, Oscar de la Renta y Ralph Lauren.
Su carrera se disparó cuando en 2015, fue seleccionada para modelar en el Victoria's Secret Fashion Show de ese año tras haberlo intentado tres veces sin éxito. Desde el 4 de abril de 2019, es ángel de Victoria's Secret, siendo la tercera británica en conseguirlo, tras Rosie Huntington-Whiteley y Alexina Graham. Al mismo tiempo, es la 6° modelo de piel negra en ser ángel de la franquicia, tras Tyra Banks, Selita Ebanks, Chanel Iman, Jasmine Tookes y Lais Ribeiro.
En 2016 creó la plataforma Leomie Anderson the Project the Purpose, donde mujeres de todo el mundo pueden intercambiar experiencias y opiniones. Además, también fundó su propia línea de ropa, LAPP. Anderson se ha pronunciado en diversas ocasiones a favor del feminismo y el empoderamiento de la mujer, así como la discriminación racial que existe en la industria de la moda.